# Хелдман, Джули
Джули Медали Хелдман (англ. Julie Medalie Heldman; р. 8 декабря 1945, Беркли) — американская теннисистка. Двукратная обладательница Кубка Федерации в составе сборной США, победительница показательного Олимпийского теннисного турнира в Мехико (1968 год) в смешанном парном разряде (с Гербертом Фицгиббоном).

## Личная информация
Джули Хелдман родилась в теннисной семье. Её отец, Джулиус Хелдман, был одним из ведущих американских игроков-любителей в 1930-е и 1940-е годы, а мать, Глэдис, была издателем журнала «World Tennis». Старшая сестра Джули, Керри, была победительницей юниорских турниров.
В 1966 году получила первую степень в Стэнфордском университете, а в 1981 году окончила с отличием юридический факультет Университета Калифорнии в Лос-Анджелесе.
С 1973 по 1975 год Хелдман была спортивным комментатором канала CBS и писала статьи на теннисную тематику в различных журналах, в том числе в журнале «World Tennis», который издавала её мать. В 1975—1977 годах она входила в группу канала NBC, ведшую трансляции с Уимблдонского турнира. Она вела трансляцию с матча турнира WCT Avis Challenge Cup 1976 года, став первой женщиной, комментировавшей мужской теннисный турнир.
В 1985 году Хелдман стала акционером компании своего мужа Бернарда Вейса «Signature Eyewear» и до 2000 года занимала пост президента компании, пока не была вынуждена оставить его по состоянию здоровья.
Джули Хелдман включена в списки Международного еврейского зала спортивной славы и залов спортивной славы Стэнфордского университета и Студенческой теннисной ассоциации США.

## Спортивная карьера
Джули Хелдман начала играть в теннис с восьми лет, а в 12 лет уже выиграла свой первый международный титул, победив на чемпионате Канады среди девушек (до 18 лет). В 1960 году она стала чемпионкой США среди девушек в возрасте до 15 лет, а спустя три года среди девушек в возрасте до 18 лет. В 1963 году она впервые вошла в число десяти лучших теннисисток США. В 1964 году, будучи студенткой Стэнфордского университета, она дошла до финала студенческого первенства США в одиночном и парном разрядах. На следующий год она выиграла первый крупный международный турнир для взрослых, став чемпионкой Канады, а в 1966 году выиграла со сборной США Кубок Федерации.
В 1968 году на Олимпиаде в Мехико Хелдман победила в показательном турнире смешанных пар, где её партнёром был Герб Фицгиббон. Она также завоевала серебряную медаль в женском парном разряде (с представляющей Францию Рози Дармон) и бронзу в одиночном разряде, проиграв в полуфинале в трёх сетах будущей чемпионке Хельге Ниссен. Затем в выставочном турнире, проводившемся в рамках этих же Олимпийских игр, она завоевала второе место в одиночном разряде и первое в паре с Дармон.
В 1969 году Хелдман впервые была включена в состав сборной США в Кубке Уайтмен и помогла команде одержать победу над британской сборной; по итогам матча её признали лучшим игроком команды. На Маккабианских Играх 1969 года Хелдман, еврейка по происхождению, доминировала во всех трёх разрядах, завоевав три золотых медали. Она также второй раз завоевала с командой США Кубок Федерации, победив австралиек. По словам капитана австралийской сборной в финале Кубка, 

Девушка, проигравшая одиночную встречу (Хелдман), выиграла для американок Кубок.
Оригинальный текст (англ.)The girl who won the Cup for the Americans was the girl who lost her singles

1969 год Хелдман, выигравшая за сезон семь турниров в одиночном разряде, включая Открытый чемпионат Италии, и сыгравшая в четвертьфинале (причём и в одиночном, и в парном разряде) всех трёх турниров Большого шлема, в которых участвовала, закончила в числе десяти лучших теннисисток мира.
В следующие два года Хелдман также выигрывала с командой США Кубок Уайтмен, в 1970 году вышла в полуфинал Открытого чемпионата Франции, а в конце года вместе с ещё восемью теннисистками во главе с Билли-Джин Кинг (так называемая «Первая девятка») основала Virginia Slims Tour — женский профессиональный тур, предшественник WTA тура, одним из спонсоров которого стала её мать.
В 70-е годы основная масса успехов Хелдман приходится на выступления в парном разряде: с 1971 года она выиграла 12 турниров в женских парах, в том числе Открытый чемпионат Канады, ещё 11 раз играла в финалах, а в 1974 году дошла до полуфинала Открытого чемпионата Австралии, где её партнёршей была Джуди Тегарт-Далтон. В этом же году она стала полуфиналисткой Открытого чемпионата Австралии и Открытого чемпионата США в одиночном разряде и в третий раз в карьере вышла со сборной США в финал Кубка Федерации, где на этот раз сильней оказались австралийки. Реванш у сборной Австралии американкам удалось взять в сентябре в рамках Кубка Бонн Белл, где Хелдман, победившая Ивонн Гулагонг, была признана самым ценным игроком национальной сборной. С 1972 года она четыре раза подряд участвовала в чемпионате VS-тура, но в финал выйти так и не сумела. 1975 год стал последним в её теннисной карьере.

## Участие в финалах турниров с 1968 года

### Одиночный разряд

#### Победы
| №   | Дата        | Турнир                                    | Покрытие | Соперница в финале | Счёт в финале  |
| --- | ----------- | ----------------------------------------- | -------- | ------------------ | -------------- |
| 1.  | 24 мар 1968 | Мехико, Мексика                           | Грунт    | Энн Джонс          | без игры       |
| 2.  | 1 июн 1968  | Реджо-нель-Эмилия, Италия                 | Грунт    | Пат Уокден         | 6-3, 3-6, 8-6  |
| 3.  | 15 июл 1968 | Чемпионат Швеции, Бостад                  | Грунт    | Кэтлин Хартер      | без игры       |
| 4.  | 28 июл 1968 | Монтана, Швейцария                        | Грунт    | Елена Субиратс     | 6-2, 6-3       |
| 5.  | 5 авг 1968  | Открытый чемпионат Баварии, ФРГ           | Грунт    | Хельга Ниссен      | 4-6, 6-3, 6-3  |
| 6.  | 8 сен 1968  | Канзас-Сити, США                          | Хард     | Лора Руссоу        | 4-6, 6-2, 7-5  |
| 7.  | 17 ноя 1968 | Сантьяго, Чили                            |          | Исабель Фернандес  | 6-2, 6-1       |
| 8.  | 2 мар 1969  | Кюрасао, Нидерландские Антильские острова | Хард     | Нэнси Ричи         | 5-7, 6-1, 10-8 |
| 9.  | 16 мар 1969 | Барранкилья, Колумбия                     | Грунт    | Джейн Барткович    | 5-7, 6-2, 6-3  |
| 10. | 22 мар 1969 | Форт-Лодердейл, Флорида, США              | Грунт    | Вирджиния Уэйд     | 6-1, 6-4       |
| 11. | 27 апр 1969 | Открытый чемпионат Италии, Рим            | Грунт    | Керри Мелвилл      | 7-5, 6-3       |
| 12. | 17 авг 1969 | Москва, СССР                              | Грунт    | Джейн Барткович    | 6-2, 6-2       |
| 13. | 15 сен 1969 | Карлсбад, Калифорния, США                 | Хард     | Джейн Барткович    | 6-3, 7-5       |
| 14. | 8 ноя 1969  | Торки, Великобритания                     | Хард (i) | Вирджиния Уэйд     | 4-6, 8-6, 6-3  |
| 15. | 18 мая 1970 | Брюссель, Бельгия                         |          | Джейн Барткович    | 6-1, 6-2       |
| 16. | 12 июн 1971 | Ноттингем, Великобритания                 |          | Барбара Хокрофт    | 6-4, 7-9, 6-3  |
| 17. | 14 июл 1973 | Ньюпорт, Великобритания                   | Трава    | Диана Фромхольц    | 1-6, 6-1, 11-9 |
| 18. | 25 ноя 1973 | Буэнос-Айрес, Аргентина                   | Грунт    | Фиорелья Бониселли | 6-3, 6-1       |
| 19. | 10 дек 1973 | Сан-Паулу, Бразилия                       | Грунт    | Фиорелья Бониселли | 6-1, 6-2       |
| 20. | 13 июл 1974 | Ньюпорт, Великобритания (2)               | Трава    | Сью Маппин         | 6-3, 6-4       |
| 21. | 2 ноя 1974  | Кардифф, Великобритания                   | Хард (i) | Глинис Коулз       | 6-4, 6-2       |

#### Поражения
| №   | Дата        | Турнир                          | Покрытие | Соперница в финале  | Счёт в финале |
| --- | ----------- | ------------------------------- | -------- | ------------------- | ------------- |
| 1.  | 17 мар 1968 | Каракас, Венесуэла              |          | Энн Джонс           | 4-6, 9-11     |
| 2.  | 21 июл 1968 | Чемпионат Швейцарии, Гштад      | Грунт    | Аннетт Дюплой       | 0-6, 1-6      |
| 3.  | 15 сен 1968 | Даллас, США                     |          | Марина Годвин       | 9-7, 3-6, 4-6 |
| 4.  | 6 апр 1969  | Сан-Хуан, Пуэрто-Рико           | Хард     | Маргарет Корт       | 4-6, 5-7      |
| 5.  | 1 ноя 1969  | Аберавон, Великобритания        | Хард (i) | Вирджиния Уэйд      | 4-6, 4-6      |
| 6.  | 15 ноя 1969 | Лондон, Великобритания          | Хард (i) | Вирджиния Уэйд      | 4-6, 1-6      |
| 7.  | 29 ноя 1969 | Стокгольм, Швеция               | Хард (i) | Билли-Джин Кинг     | 7-9, 2-6      |
| 8.  | 27 апр 1970 | Открытый чемпионат Италии, Рим  | Грунт    | Билли-Джин Кинг     | 1-6, 3-6      |
| 9.  | 11 апр 1971 | Сент-Питерсберг, Флорида, США   | Грунт    | Крис Эверт          | 1-6, 2-6      |
| 10. | 23 окт 1971 | Биллингем, Великобритания       | Хард (i) | Вирджиния Уэйд      | 6-4, 5-7, 3-6 |
| 11. | 20 ноя 1971 | Лондон, Великобритания (2)      | Хард (i) | Вирджиния Уэйд      | 1-6, 3-6      |
| 12. | 21 окт 1972 | Биллингем, Великобритания       | Хард (i) | Маргарет Корт       | 5-7, 1-6      |
| 13. | 26 авг 1973 | Ньюпорт, США                    | Трава    | Маргарет Корт       | 3-6, 2-6      |
| 14. | 3 ноя 1973  | Эдинбург, Великобритания        | Хард (i) | Вирджиния Уэйд      | 4-6, 6-3, 1-6 |
| 15. | 17 ноя 1973 | Лондон, Великобритания (3)      | Хард (i) | Вирджиния Уэйд      | 2-6, 6-3, 5-7 |
| 16. | 26 мая 1974 | Борнмут, Великобритания         | Грунт    | Вирджиния Уэйд      | 1-6, 6-3, 1-6 |
| 17. | 18 авг 1974 | Rothmans Canadian Open, Торонто | Грунт    | Крис Эверт          | 0-6, 3-6      |
| 18. | 22 сен 1974 | Орландо, США                    | Грунт    | Мартина Навратилова | 6-7, 4-6      |
| 19. | 9 ноя 1974  | Эдинбург, Великобритания (2)    | Хард (i) | Вирджиния Уэйд      | 3-6, 6-4, 2-6 |
| 20. | 16 ноя 1974 | Лондон, Великобритания (4)      | Хард (i) | Вирджиния Уэйд      | 6-7, 2-6      |

### Парный разряд

#### Победы
| №   | Дата        | Турнир                                          | Покрытие | Партнёр            | Соперницы в финале               | Счёт в финале |
| --- | ----------- | ----------------------------------------------- | -------- | ------------------ | -------------------------------- | ------------- |
| 1.  | 8 сен 1968  | Канзас-Сити, США                                | Хард     | Кэтлин Хартер      | Марина Годвин Лора Руссоу        | 6-4, 1-6, 6-0 |
| 2.  | 14 июн 1969 | Бекнэм, Великобритания                          |          | Мэри-Энн Кёртис    | Карен Кранцке Керри Мелвилл      | 7-5, 6-3      |
| 3.  | 15 сен 1969 | Карлсбад, Калифорния, США                       | Хард     | Джейн Барткович    | Валери Зигенфасс Винни Шо        | 6-1, 6-4      |
| 4.  | 18 мая 1970 | Брюссель, Бельгия                               |          | Мэри-Энн Кёртис    | Джейн Барткович Винни Шо         | 6-3, 6-4      |
| 5.  | 12 июн 1971 | Ноттингем, Великобритания                       |          | Франсуаза Дюрр     | Ана Мария Браво Ракель Жискар    | 6-0, 6-3      |
| 6.  | 16 окт 1971 | Эдинбург, Великобритания                        | Хард (i) | Ивонн Гулагонг     | Нелл Трумэн Патти Хоган          | 6-3, 6-0      |
| 7.  | 13 ноя 1971 | Торки, Великобритания                           | Хард (i) | Ивонн Гулагонг     | Франсуаза Дюрр Вирджиния Уэйд    | 7-6, 6-4      |
| 8.  | 20 ноя 1971 | Лондон, Великобритания                          | Хард (i) | Ивонн Гулагонг     | Франсуаза Дюрр Вирджиния Уэйд    | 7-5, 6-4      |
| 9.  | 27 янв 1973 | Лос-Анджелес, США                               | Хард (i) | Розмари Казалс     | Маргарет Корт Лесли Хант         | без игры      |
| 10. | 4 фев 1973  | Вашингтон, США                                  | Хард (i) | Розмари Казалс     | Керри Харрис Керри Мелвилл       | 6-3, 6-3      |
| 11. | 10 июн 1973 | Чичестер, Великобритания                        | Трава    | Энн Кийомура       | Пегги Мичел Джеки Фейтер         | 7-5, 6-3      |
| 12. | 25 ноя 1973 | Буэнос-Айрес, Аргентина                         | Грунт    | Фиорелья Бониселли | Беатрис Араухо Ракель Жискар     | 7-5, 6-3      |
| 13. | 10 дек 1973 | Сан-Паулу, Бразилия                             | Грунт    | Ингрид Бенцер      | Фиорелья Бониселли Ракель Жискар | 3-6 отказ     |
| 14. | 26 мая 1974 | Борнмут, Великобритания                         | Грунт    | Вирджиния Уэйд     | Пат Уокден-Претоурис Патти Хоган | 6-2, 6-2      |
| 15. | 11 авг 1974 | Чемпионат США на грунтовых кортах, Индианаполис | Грунт    | Гейл Шанфро        | Джин Эверт Крис Эверт            | 6-3, 6-1      |
| 17. | 18 авг 1974 | Rothmans Canadian Open, Торонто                 | Грунт    | Гейл Шанфро        | Джин Эверт Крис Эверт            | 6-3, 6-3      |

#### Поражения
| №   | Дата        | Турнир                                          | Покрытие | Партнёр             | Соперницы в финале                   | Счёт в финале |
| --- | ----------- | ----------------------------------------------- | -------- | ------------------- | ------------------------------------ | ------------- |
| 1.  | 15 июл 1968 | Чемпионат Швеции, Бостад                        | Грунт    | Кэтлин Хартер       | Ева Лундквист Ольга Морозова         | 0-6, 4-6      |
| 2.  | 4 ноя 1968  | South American Open, Буэнос-Айрес, Аргентина    | Грунт    | Мейбл Вранкович     | Энн Джонс Розмари Казалс             | 1-6, 2-6      |
| 3.  | 2 мар 1969  | Кюрасао, Нидерландские Антильские острова       | Хард     | Нэнси Ричи          | Маргарет Корт Джуди Тегарт           | 4-6, 2-6      |
| 4.  | 18 окт 1969 | Перт, Великобритания                            | Хард (i) | Мэри-Энн Кёртис     | Энн Джонс Вирджиния Уэйд             | 4-6, 4-6      |
| 5.  | 1 ноя 1969  | Аберавон, Великобритания                        | Хард (i) | Мэри-Энн Кёртис     | Энн Джонс Вирджиния Уэйд             | 3-6, 2-6      |
| 6.  | 8 ноя 1969  | Торки, Великобритания                           | Хард (i) | Мэри-Энн Кёртис     | Энн Джонс Вирджиния Уэйд             | 2-6, 6-4, 2-6 |
| 7.  | 29 ноя 1969 | Стокгольм, Швеция                               | Хард (i) | Франсуаза Дюрр      | Розмари Казалс Билли-Джин Кинг       | 4-6, 4-6      |
| 8.  | 12 апр 1970 | Ницца, Франция                                  |          | Мэрилин Эшнер       | Хельга Ниссен Гейл Шанфро            | 0-6, 2-6      |
| 9.  | 11 июл 1970 | Дублин, Ирландия                                | Трава    | Вирджиния Уэйд      | Карен Кранцке Керри Мелвилл          | 5-7, 2-6      |
| 10. | 11 апр 1971 | Сент-Питерсберг, Флорида, США                   | Грунт    | Джуди Тегарт-Далтон | Энн Джонс Франсуаза Дюрр             | 6-7, 6-3, 3-6 |
| 11. | 16 авг 1971 | Чемпионат США на грунтовых кортах, Индианаполис | Грунт    | Линда Туэро         | Билли-Джин Кинг Джуди Тегарт-Далтон  | 1-6, 2-6      |
| 12. | 23 окт 1971 | Биллингем, Великобритания                       | Хард (i) | Ивонн Гулагонг      | Франсуаза Дюрр Вирджиния Уэйд        | 3-6, 6-4, 2-6 |
| 13. | 30 окт 1971 | Лондон, Великобритания                          | Хард (i) | Ивонн Гулагонг      | Франсуаза Дюрр Вирджиния Уэйд        | 6-3, 5-7, 3-6 |
| 14. | 6 ноя 1971  | Аберавон (2)                                    | Хард (i) | Ивонн Гулагонг      | Франсуаза Дюрр Вирджиния Уэйд        | 5-7, 4-6      |
| 15. | 16 июл 1972 | Открытый чемпионат Швейцарии, Гштад             | Грунт    | Пэм Тигарден        | Фиорелья Бониселли Исабель Фернандес | 3-6, 3-6      |
| 16. | 28 окт 1972 | Эдинбург, Великобритания                        | Хард (i) | Бетти Стове         | Маргарет Корт Вирджиния Уэйд         | 2-6, 3-6      |
| 17. | 4 ноя 1972  | Аберавон (3)                                    | Хард (i) | Бетти Стове         | Маргарет Корт Вирджиния Уэйд         | 0-6, 3-6      |
| 18. | 24 мар 1974 | Акрон, Огайо, США                               | Хард (i) | Ольга Морозова      | Билли-Джин Кинг Розмари Казалс       | 2-6, 4-6      |
| 19. | 25 авг 1974 | Ньюпорт, США                                    | Трава    | Гейл Шанфро         | Сью Маппин Лесли Чарльз              | 2-6, 5-7      |
| 20. | 30 ноя 1974 | Токио, Япония                                   | Хард (i) | Кадзуко Савамацу    | Розмари Казалс Лесли Хант            | 3-6, 4-6      |
| 21. | 10 авг 1975 | Чемпионат США на грунтовых кортах, Индианаполис | Грунт    | Гейл Шанфро         | Фиорелья Бониселли Исабель Фернандес | 6-3, 5-7, 3-6 |

## История участия в центральных турнирах в одиночном разряде
| Турнир                                | 1965 | 1966 | 1967 | 1968 | 1969 | 1970 | 1971 | 1972 | 1973 | 1974 | 1975 | Итого |
| ------------------------------------- | ---- | ---- | ---- | ---- | ---- | ---- | ---- | ---- | ---- | ---- | ---- | ----- |
| Открытый чемпионат Австралии          | НУ   | НУ   | НУ   | НУ   | НУ   | НУ   | НУ   | НУ   | НУ   | 1/2  | НУ   | 0 / 1 |
| Открытый чемпионат Франции по теннису | НУ   | НУ   | НУ   | 2К   | 1/4  | 1/2  | 3К   | НУ   | НУ   | 1/4  | 1К   | 0 / 6 |
| Уимблдонский турнир                   | 4К   | 3К   | НУ   | 3К   | 1/4  | 4К   | 3К   | 2К   | 3К   | 2К   | НУ   | 0 / 9 |
| Открытый чемпионат США                | НУ   | НУ   | НУ   | 2К   | 1/4  | НУ   | 3К   | 3К   | 1/4  | 1/2  | 2К   | 0 / 7 |
| VS Championships                      | -    | -    | -    | -    | -    | -    | -    | 1К   | 1/4  | КК   | 2К   | 0 / 4 |
| Олимпийские игры                      | -    | -    | -    | III  | -    | -    | -    | -    | -    | -    | -    | 0 / 1 |

## Участие в финалах Кубка Федерации
| №  | Год  | Результат | Команда                                | Соперник в финале                           | Счёт в финале |
| -- | ---- | --------- | -------------------------------------- | ------------------------------------------- | ------------- |
| 1. | 1966 | Победа    | США К. Гребнер, Б.-Д. Кинг, Д. Хелдман | ФРГ Э. Будинг, Х. Ниссен, Х. Хосль          | 3-0           |
| 2. | 1969 | Победа    | США Д. Бартковиц, Н. Ричи, Д. Хелдман  | Австралия М. Корт, К. Мелвилл, Д. Тегарт    | 2-1           |
| 3. | 1974 | Поражение | США Ш. Уолш, Д. Хелдман, Д. Эверт      | Австралия И. Гулагонг, Д. Фромхольц, Д. Янг | 1-2           |